# Лома-Рика (Каліфорнія)
Лома-Рика (англ. Loma Rica) — переписна місцевість (CDP) в США, в окрузі Юба штату Каліфорнія. Населення — 2409 осіб (2020).

## Географія
Лома-Рика розташована за координатами 39°19′13″ пн. ш. 121°24′14″ зх. д. / 39.32028° пн. ш. 121.40389° зх. д. (39.320323, -121.403829).  За даними Бюро перепису населення США в 2010 році переписна місцевість мала площу 47,87 км², уся площа — суходіл.

## Демографія
Згідно з переписом 2010 року, у переписній місцевості мешкало 2368 осіб у 885 домогосподарствах у складі 671 родини. Густота населення становила 49 осіб/км².  Було 985 помешкань (21/км²).
Расовий склад населення:
| - 88,0 % — білих - 2,5 % — корінних американців - 0,8 % — чорних або афроамериканців - 0,8 % — азіатів - 0,1 % — вихідців з тихоокеанських островів - 2,2 % — осіб інших рас |

До двох чи більше рас належало 5,4 %. Частка іспаномовних становила 8,9 % від усіх жителів.
За віковим діапазоном населення розподілялося таким чином: 21,5 % — особи молодші 18 років, 60,8 % — особи у віці 18—64 років, 17,7 % — особи у віці 65 років та старші. Медіана віку мешканця становила 47,4 року. На 100 осіб жіночої статі у переписній місцевості припадало 98,7 чоловіків;  на 100 жінок у віці від 18 років та старших — 97,2 чоловіків також старших 18 років.
Середній дохід на одне домашнє господарство  становив 66 625 доларів США (медіана — 62 404), а середній дохід на одну сім'ю — 79 131 долар (медіана — 73 854). За межею бідності перебувало 9,7 % осіб, у тому числі 8,0 % дітей у віці до 18 років та 6,5 % осіб у віці 65 років та старших.
Цивільне працевлаштоване населення становило 974 особи. Основні галузі зайнятості: освіта, охорона здоров'я та соціальна допомога — 22,4 %, науковці, спеціалісти, менеджери — 16,7 %, фінанси, страхування та нерухомість — 12,2 %, публічна адміністрація — 9,3 %.